# Laurenz Schefer
Laurenz Schefer (* 10. Oktober 1697 in Herisau; † 20. Mai 1772 ebenda; heimatberechtigt in Teufen AR und ab 1736 von Herisau) war ein Schweizer Unternehmer und Philanthrop aus dem Kanton Appenzell Ausserrhoden.

## Leben
Laurenz Schefer war der Sohn des Seilermeisters Niklaus Schefer und der Lisabeth Früh. Er ehelichte 1723 Anna Mock, Tochter des Glasermeisters Moritz Mock.
Schefer machte zunächst eine Ausbildung zum Seiler. Nach längerer Wanderschaft wandte er sich mit Erfolg dem Textilhandel zu. Er gründete das Handelshaus L. Schefer & Compagnie mit zwei Neffen seiner Frau als Teilhabern. Schefer gehörte zu den ersten Ausserrhodern, die sich im internationalen Textilhandel etablierten. Geschäftsbasis bildeten anfänglich während der Wanderschaft geknüpfte Beziehungen. Seine Hauptabsatzgebiete waren das Elsass, Deutschland und Osteuropa. Ab 1752 amtierte er als Ratsherr. Nach seinem Rückzug aus der Firma 1756 widmete er sich gemeinnützigen Aufgaben. Er richtete 1769 das erste Herisauer Waisenhaus ein.